# Розбір Довгий
Розбір Довгий (пол. Rozbórz Długi) — село на Закерзонні в Польщі, у гміні Прухник Ярославського повіту Підкарпатського воєводства.
Населення — 789 осіб (2011).

## Географія
Село розташоване на відстані 4 кілометри на північ від центру гміни села Порохника, 14 кілометрів на південний захід від центру повіту міста Ярослава і 38 кілометрів на схід від центру воєводства — міста Ряшіва.

## Історія
За податковим реєстром 1589 р. у володінні Вояковського були 2 лани (коло 50 га) оброблюваної землі, 2 загородники без ділянок землі та 3 коморники без тяглової худоби, у володінні Януша Новосельського були 2 і 1/4 лану (коло 62 га) оброблюваної землі та 2 загородники без ділянок землі. До 1772 року Розбір Довгий входив до складу Перемишльської землі Руського воєводства Королівства Польського.
В 1772 році внаслідок першого поділу Польщі село відійшло до імперії Габсбургів і ввійшло до складу австрійської провінції Галичина.
Відповідно до «Географічного словника Королівства Польського» в 1880 р. Розбір Довгий знаходився в Ярославському повіті Королівства Галичини і Володимирії, було у селі Розбір Довгий 82 будинки (на землях фільварку Гелени Закліка 6 будинків), загалом 451 мешканець, з них 253 греко-католики, 158 римо-католиків, 20 юдеїв.
У міжвоєнний період село входило до ґміни Прухник Ярославського повіту Львівського воєводства. На 1.01.1939 в селі проживало 970 мешканців, з них 230 україномовних українців, 100 польськомовних українців, 620 поляків і 20 євреїв. На той час унаслідок півтисячоліття латинізації та полонізації українці лівобережного Надсяння опинилися в меншості. Українці-грекокатолики належали до парафії Розбір Округлий Порохницького деканату Перемишльської єпархії.
16 серпня 1945 року Москва підписала й опублікувала офіційно договір з Польщею про встановлення лінії Керзона українсько-польським кордоном. Українці не могли протистояти антиукраїнському терору після Другої світової війни. Частину добровільно-примусово виселили в СРСР (255 осіб — 66 родин). Решта українців попала в 1947 році під етнічну чистку під час проведення Операції «Вісла» і була депортована на понімецькі землі у західній та північній частині польської держави, що до 1945 належали Німеччині.
У 1975-1998 роках село належало до Перемишльського воєводства.

## Демографія
Демографічна структура станом на 31 березня 2011 року:
|          | Загалом | Допрацездатний вік | Працездатний вік | Постпрацездатний вік |
| -------- | ------- | ------------------ | ---------------- | -------------------- |
| Чоловіки | 369     | 88                 | 247              | 34                   |
| Жінки    | 420     | 97                 | 236              | 87                   |
| Разом    | 789     | 185                | 483              | 121                  |